# Selenocosmia deliana
Selenocosmia deliana é uma espécie de aranha pertencente à família Theraphosidae (tarântulas).